# SoHo
Pour les articles homonymes, voir Soho.
SoHo, par opposition à NoHo, est un quartier de l'arrondissement de Manhattan à New York.

## Situation et accès
Il est délimité par Houston Street au Nord, Crosby Street à l'Est, Canal Street au Sud et la Sixième Avenue à l'Ouest.
SoHo est bordé par :
- Au nord : West Village, Greenwich Village et NoHo (North of Houston Street) ;
- À l'est : Little Italy ;
- Au sud : Tribeca et Chinatown.

## Origine du nom
« SoHo », est l'abréviation de « South of Houston Street. Cette appellation n'est pas liée avec le quartier Soho de Londres.

## Historique
Le quartier est devenu célèbre durant les années 1960 et les années 1970, alors que les usines abandonnées, installées dans les fameux Iron Buildings, offraient un espace immobilier bon marché pour les artistes. Le quartier fut classé district historique en 1973. Nombre d'anciens bâtiments industriels furent alors transformés en studios, en lofts. Dans les années 1990, SoHo comptait quelque 300 galeries d'art et était célèbre pour ses créations contemporaines (graffitis, happening, photoréalisme, etc.).
À la suite de cette réappropriation par une nouvelle population, le prix du mètre carré augmenta à nouveau, ce qui entraîna finalement un nouvel exode des artistes vers des lieux plus abordables. On y trouve encore cependant des galeries, mais surtout des boutiques de mode luxueuses. C'est devenu probablement un des quartiers de New York les plus touristiques, surtout durant le week-end.

## Bâtiments remarquables et lieux de mémoire

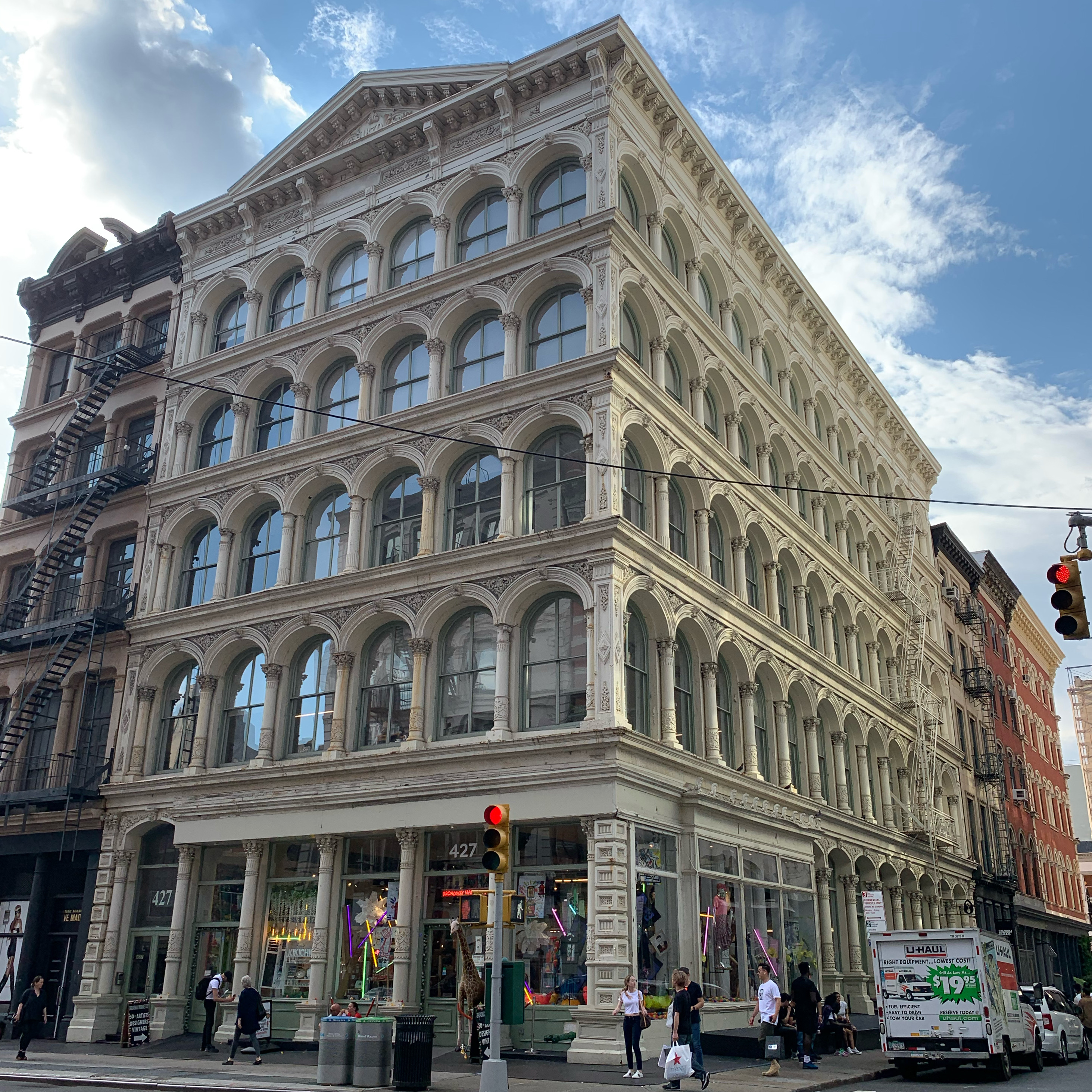
L'A. J. Dittenhofer Warehouse, immeuble à structure en fonte.

Le quartier de SoHo abrite une importante concentration de bâtiments utilisant la fonte pour la façade ou pour la structure. Il est classé comme quartier historique depuis 1973 et National Historic Landmark depuis 1978. Au niveau fédéral, il figure sur le Registre national des lieux historiques.
La fonte est utilisée au XIXe siècle pour les façades et les structures des usines mais aussi des immeubles d'habitation. Grâce à la Révolution industrielle qui touche les États-Unis à partir des années 1850, le coût de production de ces matériaux diminue et ces derniers deviennent plus économiques que la pierre ou la brique. Aujourd'hui, beaucoup de ces anciens entrepôts ou usines sont reconvertis en lofts, en bureaux, en galeries d'art ou en boutiques. Ils font l'objet de restauration depuis les années 1970.
Parmi les bâtiments les plus remarquables de SoHo figurent le E.V. Haughwout Building, le Cheney Building, le Gunther Building ou encore le Roosevelt Building. Ces immeubles comportent en général cinq à six étages. Leurs façades se caractérisent par de grandes baies vitrées et la présence d'escaliers extérieurs rajoutés au début du XXe siècle. Les éléments de décoration sont nombreux et empruntés à l'architecture classique européenne de styles Renaissance ou Second Empire : colonnes, arcades, corniche, balustrades, frises, etc.
En 1997, à la place d'un ancien entrepôt, est créée la brasserie « parisienne » Balthazar (en), lieu fréquenté par de nombreuses personnalités.